# Ligne Sakai
La ligne Sakai (境線, Sakai-sen) est une ligne ferroviaire située dans la préfecture de Tottori au Japon. Elle relie la gare de Yonago à Yonago à la gare de Sakaiminato à Sakaiminato. La ligne est exploitée par la JR West.

## Histoire
La ligne ouvre dans son intégralité en 1902.

## Caractéristiques

### Ligne
- Longueur : 17,9 km
- Écartement : 1 067 mm
- Alimentation : 1 500 V par caténaire de Yonago à Gotō
- Nombre de voies : Voie unique

### Liste des gares
La ligne Sakai dessert au total seize gares, dont neuf à Yonago et sept à Sakaiminato. Les gares sont surnommées selon les créatures du manga Kitaro le repoussant, en l'honneur de son auteur Shigeru Mizuki qui a vécu son enfance à Sakaiminato.
| Gare               | Nom japonais | Surnom          | Surnom japonais | Distance entre les stations (km) | Distance depuis Yonago (km) | Rapide | Correspondance   | Localisation |
| ------------------ | ------------ | --------------- | --------------- | -------------------------------- | --------------------------- | ------ | ---------------- | ------------ |
| Yonago             | 米子         | Nezumi Otoko    | ねずみ男        | -                                | 0,0                         | ●      | JR West : San'in | Yonago       |
| Bakurōmachi        | 博労町       | Koropokkuru     | コロポックル    | 1,0                              | 1,0                         | ｜     |                  | Yonago       |
| Fujimichō          | 富士見町     | Zashiki warashi | ざしきわらし    | 0,5                              | 1,5                         | ｜     |                  | Yonago       |
| Gotō               | 後藤         | Doro-ta-bō      | どろたぼう      | 0,7                              | 2,2                         | ●      |                  | Yonago       |
| Sambommatsuguchi   | 三本松口     | Sodehiki-Kozō   | そでひき小僧    | 1,1                              | 3,3                         | ｜     |                  | Yonago       |
| Kawasakiguchi      | 河崎口       | Kasabake        | 傘化け          | 2,0                              | 5,3                         | ｜     |                  | Yonago       |
| Yumigahama         | 弓ヶ浜       | Azukiarai       | あずきあらい    | 1,9                              | 7,2                         | ●      |                  | Yonago       |
| Wadahama           | 和田浜       | Tsuchikorobi    | つちころび      | 2,5                              | 9,7                         | ｜     |                  | Yonago       |
| Ōshinozuchō        | 大篠津町     | Sunakake Babā   | 砂かけばばあ    | 1,4                              | 11,1                        | ｜     |                  | Yonago       |
| Aéroport de Yonago | 米子空港     | Betobeto-san    | べとべとさん    | 1,6                              | 12,7                        | ●      |                  | Sakaiminato  |
| Nakahama           | 中浜         | Ushioni         | 牛鬼            | 0,5                              | 13,2                        | ●      |                  | Sakaiminato  |
| Takamatsuchō       | 高松町       | Sunekosuri      | すねこすり      | 1,1                              | 14,3                        | ｜     |                  | Sakaiminato  |
| Amariko            | 余子         | Konaki-jiji     | こなきじじい    | 0,7                              | 15                          | ●      |                  | Sakaiminato  |
| Agarimichi         | 上道         | Ittan-momen     | 一反木綿        | 1,3                              | 16,3                        | ｜     |                  | Sakaiminato  |
| Babasakichō        | 馬場崎町     | Kijimunā        | キジムナー      | 0,9                              | 17,2                        | ●      |                  | Sakaiminato  |
| Sakaiminato        | 境港         | Kitaro-eki      | 鬼太郎駅        | 0,7                              | 17,9                        | ●      |                  | Sakaiminato  |